# 丁博克羅省
6°39′N 4°42′W / 6.650°N 4.700°W

丁博克羅省（Dimbokro Department），是科特迪瓦的省份，位於該國中部湖泊區，由恩濟大區負責管轄，首府設於丁博克羅，成立於1969年，2014年該省份人口為91,056。